# Luspens revir
Luspens revir var ett skogsförvaltningsområde i Västerbottens län som bestod av Luspens kronopark i Vilhelmina socken. Luspen avsattes 1887 till kronopark av överloppsmark enligt Kungl. Maj:ts befallningshavandes avvittringsutslag och benämningen fastställdes 1891 av Kammarkollegium. Områdets areal var 6 308 hektar.